# Mecodina aequilinea
Mecodina aequilinea är en fjärilsart som beskrevs av George Francis Hampson 1926. Mecodina aequilinea ingår i släktet Mecodina och familjen nattflyn. Inga underarter finns listade i Catalogue of Life.